# 瑪麗亞·路易莎 (西班牙)
瑪麗亞·路易莎（英語：Maria Luisa，1745年11月24日—1792年5月15日）是神圣罗马帝国皇后和西班牙公主。她的外祖母的父亲是神圣罗马帝国皇帝約瑟夫一世，丈夫是神圣罗马帝国皇帝利奥波德二世。1764年，她和利奥波德二世結婚后產下十六个孩子。